# تامی رید
تامی رید (انگلیسی: Tommy Reid; ۱۵ اوت ۱۹۰۵ – ۱۹۷۲ (۶۶−۶۷ سال)) بازیکن فوتبال اهل اسکاتلند بود. وی در ۱۹۲۶ به لیورپول پیوست و فوتبال حرفه‌ای خود را شروع کرد.
از باشگاه‌هایی که در آن بازی کرده‌است می‌توان به باشگاه فوتبال اولدهام اتلتیک، باشگاه فوتبال منچستر یونایتد، باشگاه فوتبال لیورپول، و باشگاه فوتبال بارو اشاره کرد.